# Византийска Испания
Византийска Испания (в буквален превод: Спания, на латински: Provincia Spaniae) са владенията на Източната Римска империя на Иберийския полуостров през 552 – 624 г.

## История
Византийска Испания като територия е отнета от вестготите по времето на византийския император Юстиниан I. Плацдарм за обособяването на тази територия са владенията около крепостта Сеута на разбитото от византийците под предводителството на Велизарий Кралство на вандали и алани в Магреб със столица бившия Римски Картаген.
Византийската армия овладява в дълбочина на полуострова ивица на 150 – 200 км навътре по долината на Гуадалкивир в днешна Андалусия, а предходно Античен Тартес. В състава на Византийска Испания са включени и Балеарите, на които най-силно се усеща византийското влияние на запад понеже вестготите нямали флот.